# Xalet del Doctor Domènech
El Xalet del Doctor Domènech és una obra del municipi de Reus (Baix Camp) inclosa en l'Inventari del Patrimoni Arquitectònic de Catalunya, situat al carrer de Frederic Soler a la cantonada amb el carrer del Doctor Domènech.

## Descripció
És un edifici aïllat de planta quadrada, planta baixa i un pis. L'envolta un jardí fins a la línia de façana. El conjunt està format per tres cossos de diferent alçada que li donen una interessant volumetria. El conjunt de volums està arrebossat i en algun tros rematat per una petita cornisa. Totes les obertures estan disposades en franges horitzontals i separades per maons d'obra vista. El cos de la caixa d'escala, ajudat pel llarg finestral, remarca la verticalitat de la façana. Presenta coberta plana, escala d'accés a la mateixa i barana. El remat del conjunt es realitza amb tub metàl·lic. Les finestres estan col·locades gairebé al pla de la façana i tenen obra de fusta. Tot l'edifici està arrebossat, amb algun element d'obra vista, i tanca al carrer amb pilastres i reixa de ferro.

## Història
Construït per Josep Simó i Bofarull (1890-1966), com la majoria dels de la zona, com a residència del metge, divulgador de teories, pràctiques esportives i higièniques, Joan Domènech Mas. Va ser reformat per l'arquitecte Antoni Sardà i Moltó (1901-1978) als anys cinquanta.